# Rhinaspis umbilicata
Rhinaspis umbilicata är en skalbaggsart som beskrevs av Frey 1973. Rhinaspis umbilicata ingår i släktet Rhinaspis och familjen Melolonthidae. Inga underarter finns listade i Catalogue of Life.